# 拉佩日
拉佩日（法語：Lapège，法語發音：[lapɛʒ]）是法国阿列日省的一个市镇，属于富瓦区。

## 地理
拉佩日（42°48'3"N, 1°34'21"E）面积8.29 平方千米，位于法国奧克西塔尼大區阿列日省，该省份为法国西南部内陆省份，西部和北部与上加龙省接壤，东临奥德省，东南至东比利牛斯省接壤，南与安道尔和西班牙接壤。
与拉佩日接壤的市镇（或旧市镇、城区）包括：阿利亚、卡普莱和瑞纳克、热纳、古尔比特、伊利耶和拉拉马德。

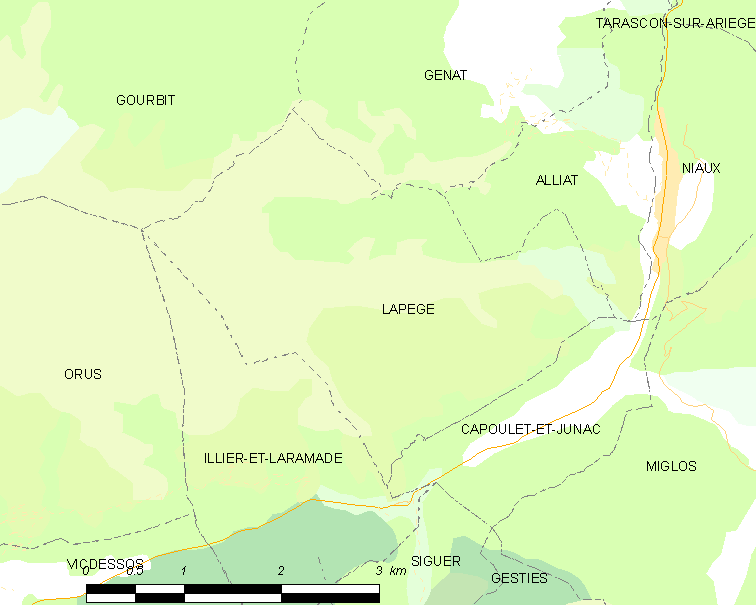
拉佩日的OSM定位图

拉佩日的时区为UTC+01:00、UTC+02:00（夏令时）。

## 行政
拉佩日的邮政编码为09400，INSEE市镇编码为09152。

## 政治
拉佩日所属的省级选区为萨巴尔泰斯县。

## 人口

1962-2008年间拉佩日人口变化图示

拉佩日于2022年1月1日时的人口数量为18人。